# Son of a Sinner
Son of a Sinner (englisch Sohn eines Sünders) ist ein Lied des US-amerikanischen Sängers Jelly Roll. Es erschien am 31. März 2022 über BBR Music Group als zweite Single aus seinem achten Studioalbum Ballads of the Broken. Die Single wurde in den Vereinigten Staaten mit Doppelplatin ausgezeichnet.

## Inhalt
Son of a Sinner ist ein Country-Song, der von Jelly Roll (bürgerlich: Jason DeFord), Ernest Keith Smith und David Ray Stevens geschrieben wurde. Der Text ist in englischer Sprache verfasst. Son of a Sinner ist 3:50 Minuten lang, wurde in der Tonart G-Dur geschrieben und weist ein Tempo von 86 BPM auf. Produziert wurde das Lied von Ernest Keith Smith und Ilya Toshinsky, während Buckley Miller das Lied abmischte. An den Aufnahmen waren der Gitarrist Ilya Toshinsky, der Bassist Craig Young und der Schlagzeuger Shannon Forrest beteiligt. Im Jahre 2021 mietete Jelly Roll das Tonstudio Sound Emporium in Nashville an, um mit David Ray Stevens neue Lieder zu schreiben. Der als Sänger und Songwriter wirkende Ernest Keith Smith kam an einem Samstagabend zufällig vorbei und lieh sich von Stevens seine auf Dropped-D gestimmte Gitarre aus und komponierte die Musik für den Refrain. Während Jelly Roll den Gesang aufnahm, war er im Rausch. Schlagzeuger Shannon Forrest benutzte für das Lied einen Besen statt Drumsticks.
Die erste Strophe handelt von Jelly Rolls Erfahrungen als tourender Musiker, der damit kämpft zu erkennen, was richtig und was falsch ist. Die zweite Strophe befasst sich mit seinen Erfahrungen mit Drogen. Er verspricht, dass er zum letzten Mal sündigt, nur um festzustellen, dass er sich wieder selbst belügt. Während der Bridge wendet er sich an Gott, der seiner Meinung nach ihn „erst hassen, aber dann vielleicht retten wird“. Diese Textstelle ist eine Referenz an seine frühere Single Save Me. Gegenüber dem Magazin Billboard erklärte Jelly Roll, dass das Lied an einigen Stellen „extrem autobiografisch“ ist.
Die Single wurde am 31. März 2022 veröffentlicht und lief zunächst bei auf Rockmusik spezialisierten Radiosendern. Am 28. Juni 2022 hatte Jelly Roll in der ABC-Late-Night-Show Jimmy Kimmel Live! seinen ersten landesweiten TV-Auftritt. Erst später wurde das Lied auch im Country-Radio gespielt. Für das Lied wurde in einer Kneipe ein Musikvideo gedreht.

## Rezeption

### Rezensionen
Kyle Akers vom Onlinemagazin Kyle’s Korner schrieb, dass er „nicht viel von dem Lied erwartete“. Es wurde aber zu einem „spannenden Bericht über das Leben, nachdem man den Tiefpunkt erreichte“. Trigger Coroneos vom Onlinemagazin Saving County Music beschrieb Son of a Sinner als einen „Pseudo-Countrysong“. Das Lied wäre „nicht schlecht“, aber Coroneos würde ihm „nicht abkaufen, dass er mehr wäre als ein Rapper, der im Moment ein dezentes Lied im Country-Radio wäre“.
Das Onlinemanagzin The Nash News platzierte Son of a Sinner auf Platz zehn der besten Country-Songs des Jahres.

### Chartplatzierung
Mit Son of Sinner konnte sich Jelly Roll erstmals in den Billboard Hot 100 und den Billboard Hot Country Songs platzieren. Außerdem erreichte er erstmals die Top 10 der Hot Rock & Alternative Songs. Darüber hinaus erreichte Jelly Roll mit dem Lied Platz eins der Billboard Country Airplay.
| ChartsChartplatzierungen               | Höchstplatzierung | Wochen |
| -------------------------------------- | ----------------- | ------ |
| Vereinigte Staaten (Billboard)         | 31 (28 Wo.)       | 28     |
| Vereinigte Staaten (Billboard Country) | 8 (41 Wo.)        | 41     |
| Vereinigte Staaten (Billboard Rock)    | 4 (58 Wo.)        | 58     |

## Auszeichnungen

### Musikverkäufe
| Land/Region               | Auszeichnungen für Musikverkäufe (Land/Region, Auszeichnung, Verkäufe) | Verkäufe  |
| ------------------------- | ---------------------------------------------------------------------- | --------- |
| Vereinigte Staaten (RIAA) | 2× Platin                                                              | 2.000.000 |
| Insgesamt                 | 2× Platin ·                                                            | 2.000.000 |

### Musikpreise
Bei den CMT Music Awards 2023 erhielt das Musikvideo für Son of a Sinner die Preise in den Kategorien Male Video of the Year, Breakthrough Male Video of the Year und Digital-First Performance of the Year.